# Andrzej Bianusz
Andrzej Bianusz, właśc. Janusz Bibik (ur. 9 maja 1932 w Słonimie, zm. 21 listopada 2018) – polski poeta, prozaik, scenarzysta, satyryk, autor tekstów piosenek.

## Życiorys
Ukończył studia na Wydziale Elektrycznym Politechniki Warszawskiej.
W wyuczonym zawodzie pracował w latach 1956–1959 (w laboratorium wysokich napięć).

## Kariera
Jako satyryk zadebiutował jeszcze podczas studiów - w roku 1953 w tygodniku „Szpilki”. Potem współpracował z takimi pismami, jak: „Nowa Kultura”, „Życie Literackie”, „Świat”, a także „Nowy Dziennik” (czasopismo nowojorskie, w latach 1989–1990 – gdy przebywał na stypendium Fundacji Kościuszkowskiej).
Szybko nawiązał współpracę z licznymi kabaretami - Stodoła, Dudek, Wagabunda, Szpak, Owca. W latach 1960–1966 pracował w Redakcji Programów Rozrywkowych Telewizji Polskiej.
Jest autorem około 500 piosenek dla piosenkarzy, śpiewających aktorów i artystów kabaretowych. Utwory z jego tekstami śpiewali m.in.: Aleksis Anastassiadis, Alibabki, Tomasz Andrzejewski, Bronisława Baranowska, Ewa Bem, Zespół Wokalny Bene-Nati, Jolanta Borusiewicz, Katarzyna Bovery, Chochoły, Czerwone Gitary, Czerwono-Czarni, Bogdan Czyżewski, Andrzej Dąbrowski, Zespół Wokalny Dozamet, Barbara Dunin i Zbigniew Kurtycz, Ewa Florczak, Mieczysław Fogg, Roman Frankl, Wojciech Gąssowski, René Glaneau, Edward Hulewicz, Anna Jantar, Majka Jeżowska, Marian Kawski, Sylwia Klejdysz, Jan Kobuszewski, Wojciech Korda, Maria Koterbska, Stenia Kozłowska, Halina Kunicka, Jan Lewandowski, Bohdan Łazuka, Alicja Majewska, Niebiesko-Czarni, Partita, Grupa Pod Budą, Wojciech Pokora, Jerzy Połomski, Łucja Prus, Sława Przybylska, Joanna Rawik, Hanna Rek, Danuta Rinn, Maryla Rodowicz, Rena Rolska, Andrzej Rosiewicz, Ada Rusowicz, Irena Santor, Ludwik Sempoliński, She, Ryszard Sielicki, Skaldowie, Katarzyna Sobczyk, Zdzisława Sośnicka, Karin Stanek, Ewa Śnieżanka, Teresa Tutinas, Ludmiła Warzecha, Irena Woźniacka, Tadeusz Woźniakowski, Marianna Wróblewska, Joanna Zagdańska, Wiktor Zatwarski, a także artyści zagraniczni występujący na festiwalu w Sopocie (np. Mahieddine Bentir, Renee Claude).
Covery jego piosenek można usłyszeć m.in. w wykonaniu takich artystów, jak: Golden Life, Natalia Kukulska, Łzy, Mandaryna czy Barbara Melzer.
Pisał teksty do muzyki takich kompozytorów, jak m.in.: Leszek Bogdanowicz, Andrzej Dąbrowski, Majka Jeżowska, Bogusław Klimczuk, Wiktor Kolankowski, Antoni Kopff, Włodzimierz Korcz, Jarosław Kukulski, Czesław Majewski, Włodzimierz Nahorny, Roman Orłow, Edward Pałłasz, Stefan Rembowski, Andrzej Rybiński, Marek Sart, Janusz Sent, Adam Skorupka, Andrzej Zieliński, Romuald Żyliński.

### Nagrody
- 1965 – I nagroda na Międzynarodowym Festiwalu Piosenki w Sopocie za piosenkę „Powracająca melodyjka”
- 1969 – wyróżnienie na Krajowym Festiwalu Polskiej Piosenki w Opolu za piosenkę „Mówiły mu”
- 1972 – I nagroda na MFP w Sopocie za piosenką „Do zakochania jeden krok”
- 1973 – III nagroda na KFPP w Opolu za piosenkę „Bo z dziewczynami”
- 1974 – Nagroda Wojewody miasta Opola na KFPP w Opolu za piosenkę „Niewczesna miłość”

## Twórczość

### Twórczość literacka
- 1971 Opowiadania o miłości (Warszawa, Czytelnik)

### Filmografia

#### Scenariusze
- 1968 Gra
- 1971 Niebieskie jak Morze Czarne
- 1983 Planeta krawiec

#### Filmy z piosenkami A. Bianusza
- 1963 Ostatni kurs
- 1963 Yokmok
- 1965 Święta wojna
- 1966 Mocne uderzenie
- 1968 Kulig
- 1969 Jak rozpętałem drugą wojnę światową
- 1969 Jak powstali Skaldowie
- 1987 Dorastanie
- 1987 O rany, nic się nie stało!!!
- 1998 Billboard
- 2003 Zróbmy sobie wnuka
- 2005 Lawstorant

#### Inne
- 1972 Anatomia miłości (wykorzystanie utworu literackiego)

### Teatr
- etiuda musicalowa O zachowaniu się przy stole (muz. Włodzimierz Korcz, Czesław Majewski)
- groteska Miłość na budowie zleconej
- musical dla dzieci Tytus, Romek i A'Tomek (na podstawie komiksu Henryka Chmielewskiego; współaut. A. Amarylis, muz. Romuald Żyliński, Z. Maj)

### Wybrane piosenki
- „Białe tango”
- „Blaszany charleston”
- „Bo z dziewczynami”
- „Bywaj nam, Mary Ann”
- „Charlie”
- „Chłopcy z obcych mórz” (muzyka Ryszard Sielicki, wyk. Maria Koterbska)
- „Chodzi diabeł opłotkami”
- „Do zakochania jeden krok”
- „Dziś nie wiem, kto to jest” (muzyka Roman Orłow, wyk. Maria Koterbska)
- „Echo-ska”
- „Ej, Piotr”
- „Hallo, jak się masz”
- „Jak to dziewczyna”
- „Kiedy wiosna buchnie majem”
- „Kim mógłbym być”
- „Kolorowa piosenka”
- „Kropelka wspomnień”
- „Malowana piosenka”
- „Mój, tylko mój”
- „Mówiły mu”
- „Nie jestem głupia”
- „Nie wierz, nie ufaj mi”
- „Niewczesna miłość”
- „Nutka w nutkę (zgadza się)”
- „Obejmij mnie”
- „Pali się, pali”
- „Panienki z bardzo dobrych domów”
- "Parzyste rytmy" (muzyka Wiesław Borożyński)
- „Popatrzy w oczy taki ktoś”
- „Powracająca melodyjka”
- „To sierpień”
- „Trudniej wierną być w sobotę”
- „Z kopyta kulig rwie”
- „Zakopane, trzy, a może cztery dni”
- „Zielone liście drzew”
- „Zimowa herbatka”

#### Tłumaczenia
- „Ballada o głupcach”
- „Piosenka amerykańskiego żołnierza”